# Eskay Creek
Eskay Creek är ett vattendrag i Kanada.   Det ligger i provinsen British Columbia, i den centrala delen av landet, 3 900 km väster om huvudstaden Ottawa.
Trakten runt Eskay Creek är permanent täckt av is och snö. Trakten runt Eskay Creek är nära nog obefolkad, med mindre än två invånare per kvadratkilometer.